# تشاد دوربن
تشاد دوربن (بالإنجليزية: Chad Durbin)‏ هو لاعب كرة قاعدة أمريكي، ولد في 3 ديسمبر 1977 في سبرينغ فالي في الولايات المتحدة.

## وصلات خارجية
- تشاد دوربن على موقع دوري كرة القاعدة الرئيسي (الإنجليزية)
- تشاد دوربن على موقعبيزبول رفرنس.كوم (الدوري الرئيسي) (الإنجليزية)
- تشاد دوربن على موقعبيزبول رفرنس.كوم (الدوري الثانوي) (الإنجليزية)
- تشاد دوربن على موقع إي إس بي إن.كوم (أم.أل.بي) (الإنجليزية)
- تشاد دوربن على موقع مشجعي الرسوم البيانية (الإنجليزية)